# Calle Keller
La calle Keller es un eje vial ubicado entre las calles Avenida Manuel Montt y Luis Barros Valdés, en la comuna de Providencia, Provincia de Santiago, Región Metropolitana de Santiago, Chile. Fue declarada Monumento nacional, bajo la categoría Zona Típica, mediante el Decreto Supremo n.º 90 del 1 de abril de 1991.

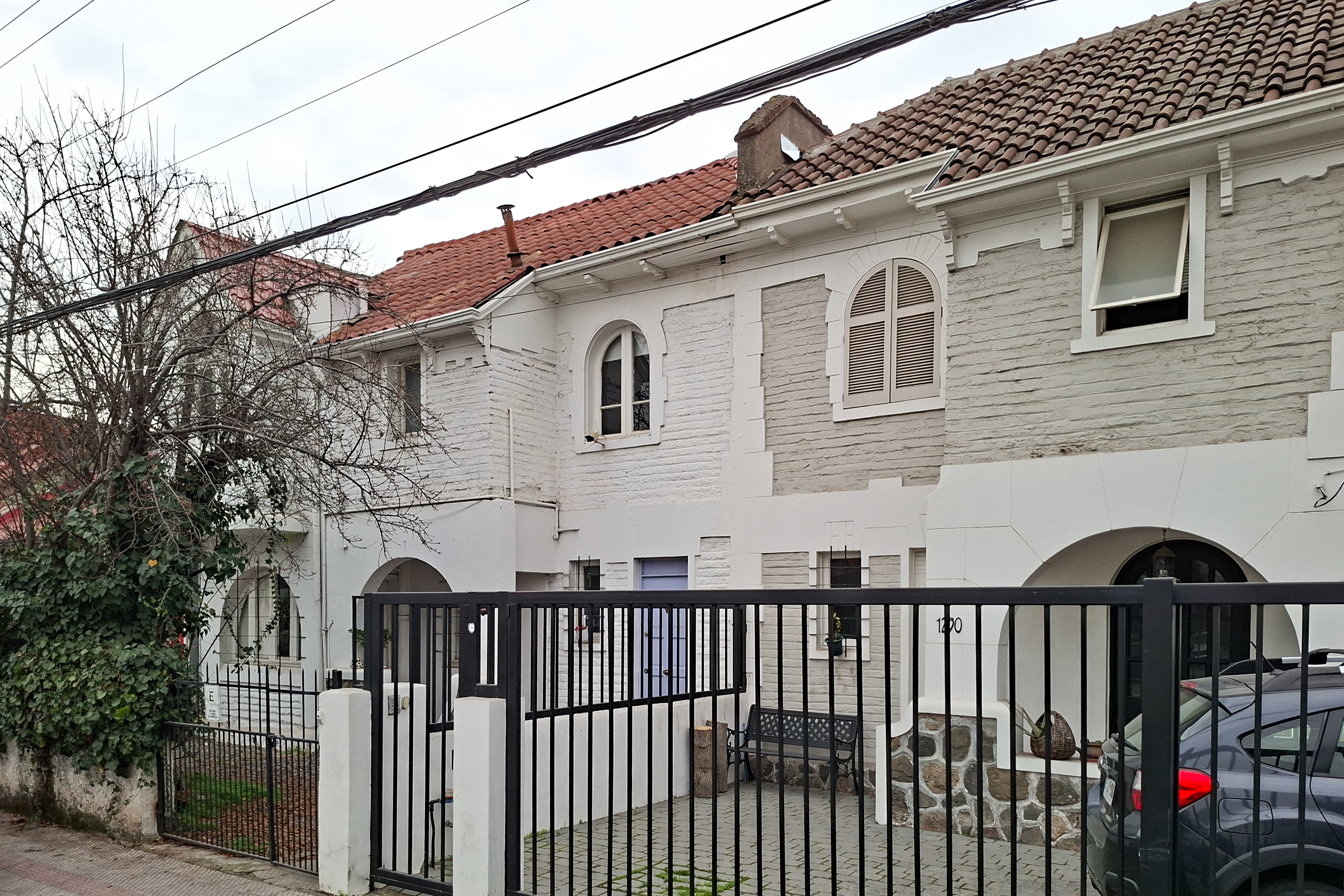
Dos de las treinta y un casas que componen el conjunto habitacional de este monumento nacional de Chile.

## Historia
La calle Keller constituye la primera Zona Típica de Chile declarada cuya promoción fue solicitada por sus pobladores. Esta vía nació con el desarrollo que llegó a Providencia en la década de 1920; en ella se implementó el modelo de ciudad jardín, iniciado en Inglaterra, tras la segunda revolución industrial. Actualmente se localiza en la zona céntrica de la ciudad y mantiene su carácter residencial.

## Descripción
La calle, que se extiende por dos cuadras, cuenta con un conjunto habitacional compuesto por treinta y un viviendas, que fueron construidas en 1925 en las propiedades del señor Emilio Keller Portales y Demófila Portales y de las Cuevas vda. de Keller, su progenitora. El diseño de las casas de la población Keller, cuyo destinatario era la nueva clase media, fue hecho por el arquitecto chileno Luciano Kulczewski.
Los diseños de las casas varían continuamente, desde neogótico y neoclásico hasta Art Nouveau y art déco, dos de los estilos favoritos de Kulczewski. También cambia la cantidad de pisos en las viviendas, alternándose sucesivamente entre uno y dos.
Hay ciertos detalles que hacen que esta calle y cada predio en particular sea único. Por ejemplo, los diferentes arcos, el uso de estucos y macetas, las tejas romanas, el revestimiento exterior sobre la base de piedras, etc. También destaca el mobiliario urbano, léase jarrones, decorados y faroles, entre otros.